# Ziegelhütte (Stadtsteinach)
Ziegelhütte ist ein Gemeindeteil der Stadt Stadtsteinach im Landkreis Kulmbach (Oberfranken, Bayern). Ziegelhütte liegt in der Gemarkung Stadtsteinach.

## Geografie
Das Dorf liegt von Acker- und Grünland umgeben in der Talebene der Unteren Steinach am Pfuhlgraben, der unmittelbar südlich als linker Zufluss in die Untere Steinach mündet. Im Norden grenzt ein Campingplatz an. Die Bundesstraße 303 führt nach Stadtsteinach (0,9 km nordwestlich) bzw. nach Untersteinach (2,3 km südöstlich). Eine Gemeindeverbindungsstraße führt zum Gewerbegebiet von Stadtsteinach (0,9 km nördlich).

## Geschichte
Ziegelhütte gehörte zu Stadtsteinach. Das Hochgericht übte das bambergische Centamt Stadtsteinach aus. Der Bürgermeister und Rat zu Stadtsteinach war Grundherr des Anwesens.
Mit dem Gemeindeedikt wurde Ziegelhütte dem 1808 gebildeten Steuerdistrikt Stadtsteinach und der 1811 gebildeten Ruralgemeinde Stadtsteinach zugewiesen.

### Einwohnerentwicklung
| Jahr      | 001861 | 001871 | 001885 | 001900 | 001925 | 001950 | 001961 | 001970 | 001987 |
| Einwohner | 7      | 5      | 15     | 7      | 4      | 35     | 41     | 46     | 42     |
| Häuser    |        |        | 1      | 1      | 1      | 7      | 8      |        | 13     |
| Quelle    | [ 9 ]  | [ 10 ] | [ 11 ] | [ 12 ] | [ 13 ] | [ 14 ] | [ 15 ] | [ 16 ] | [ 1 ]  |

## Religion
Ziegelhütte ist katholisch geprägt und nach St. Michael (Stadtsteinach) gepfarrt.